# 李大超
李大超（1900年—1984年），原名光，以字行，廣東省五華縣錫坑鎮湖塘村人。生於清光緒二十六年（1900）5月1日，六歲時進入其外祖父張仲恩鯉江鄉開設之私塾就讀，十一歲時進入安流小學校就讀。民國七年（1918年）考入北京大學法學院政治系，在學期間加入中國國民黨。